# کلاپتن (آلاباما)
کلاپتن (به انگلیسی: Clopton) یک منطقهٔ مسکونی در ایالات متحده آمریکا است که در شهرستان داله، آلاباما واقع شده‌است. کلاپتن ۱۵۳٫۹۳ متر بالاتر از سطح دریا واقع شده‌است.